# Télé Maroc
Télé Maroc est une chaîne de télévision généraliste marocaine privée , lancée le  8 juin 2017, par le journaliste Rachid Niny. Elle émet ses programmes depuis Madrid (Espagne).